# 海珠湾隧道
海珠湾隧道是中国广东省广州市一条在建的南北向过江隧道，北起于南洲路与东晓南路路口以南，下穿珠江后航道，沙滘岛，至南浦島浦华路以南出地。规划全长约4.35公里，双向六车道，设计行车速度60公里每小时，是东晓南路高架南延的一部分，预计2025年通车。建成后广州中心城区往返广州南站的车程有望缩短至15分钟。

## 历史
- 2023年1月11日，海珠湾隧道西线开始掘进。[4]
- 2023年5月14日，海珠湾隧道东线开始掘进。[5]
- 2024年7月15日，海珠湾隧道双线贯通。[2]
- 2025年1月16日，双线隧道之间的联络通道贯通。[6]